# MPPP
MPPP (1-Methyl-4-phenyl-4-propion-oxy-piperidin) ist ein analgetisches Opioid, das als Designerdroge auch als synthetisches Heroin bezeichnet wird. Strukturell ist es der reverse Ester von Pethidin.
Bei der unsachgemäßen Herstellung von MPPP entsteht das Nervengift MPTP, das irreversible Parkinson-ähnliche Schäden verursacht.
Die korrekte Synthese von MPPP erfolgt langsam und unter geringer Wärmezufuhr. Wird mit großer Wärmezufuhr gearbeitet, entsteht bei der Synthese durch Eliminierungsreaktion eine große Menge MPTP.
MPPP ist als nicht verkehrsfähiger Stoff im BtMG gelistet.